# Tetlepan-Quetzal
Tetlepan-Quetzal fut avant l'invasion des Espagnols de la Mésoamérique en 1521, le dernier roi de Tlacopan, une cité-état (altepetl en Nahuatl) sur la rive ouest du lac Texcoco,dans la vallée de Mexico.
Il s'allia aux autres rois de l'empire aztèque  pour combattre les troupes de Cortés.
Tetlepan-Quetzal fut condamné par ordre de Cortés avec deux autres rois aztèques  au supplice de la corde et exécuté à l'aube du 15 février 1525.